# Renealmia pacifica
Renealmia pacifica är en enhjärtbladig växtart som först beskrevs av Paulus Johannes Maria Maas, och fick sitt nu gällande namn av Paulus Johannes Maria Maas och Hillegonda Maas. Renealmia pacifica ingår i släktet Renealmia och familjen Zingiberaceae. Inga underarter finns listade i Catalogue of Life.